# Orden Zafar
Orden Zafar u Orden Victoria (en azerí: “Zəfər” ordeni) es la orden de la República de Azerbaiyán. La orden se creó con motivo de la victoria de Azerbaiyán en la segunda guerra del Alto Karabaj.

## Historia
El 11 de noviembre de 2020, el presidente de la República de Azerbaiyán, Ilham Aliyev, en una reunión con militares heridos que participaron en la segunda guerra del Alto Karabaj, dijo que se establecerían nuevas órdenes y medallas en Azerbaiyán, y que dio las instrucciones apropiadas sobre la adjudicación de civiles y militares que demostraron “heroísmo en el campo de batalla y en la retaguardia y se distinguieron en esta guerra”. También propuso los nombres de estas órdenes y medallas. El 20 de noviembre de 2020, en la sesión plenaria de la Asamblea Nacional de la República de Azerbaiyán, se sometió a debate un proyecto de ley sobre enmiendas al proyecto de ley "Sobre el establecimiento de órdenes y medallas de la República de Azerbaiyán".
La Orden Zafar se estableció el mismo día en primera lectura de conformidad con el proyecto de ley "Sobre el establecimiento de órdenes y medallas de la República de Azerbaiyán" con motivo de la victoria de Azerbaiyán en la segunda guerra del Alto Karabaj. La descripción de la Orden Zafar de la República de Azerbaiyán fue aprobada por la Ley de la República de Azerbaiyán el 26 de noviembre de 2020.

### Premiados de la Orden Zafar
El 9 de noviembre de 2020, el presidente de Azerbaiyán, Ilham Aliyev, firmó una orden sobre la adjudicación de militares de las Fuerzas Armadas de la República de Azerbaiyán. 33 militares (12 generales, 14 coroneles y tenientes coroneles, 4 mayores y 3 capitanes) de las Fuerzas Armadas de Azerbaiyán recibieron la Orden Zafar. Tres militares fueron premiados póstumamente. Este es el Héroe Nacional de Azerbaiyán, que cayó mártir en la batalla por la liberación de Qubadli, el Coronel Shukur Hamidov, el Capitán Shamil Babayev, que cayó mártir en la batalla de Shusha, y el Coronel Babek Samidli, quien fue víctima de la explosión de una mina después del alto el fuego.

## Estatus
La Orden Zafar se otorgó a los comandantes de las unidades y al estado mayor de las Fuerzas Armadas de Azerbaiyán por su alto profesionalismo en la gestión de operaciones de combate que culminaron con la liberación de territorios, asentamientos, distritos o ciudades estratégicos o importantes, así como la restauración de la frontera estatal durante la liberación de los territorios de la República de Azerbaiyán de la ocupación y el restablecimiento de la integridad territorial, así como a otras personas por servicios especiales en el ámbito de la integridad territorial.
La Orden Zafar se lleva en el lado izquierdo del pecho y, si hay otras órdenes y medallas de Azerbaiyán, se adjunta a ellas, pero después de la Orden Heydar Aliyev.